# IC 1950
IC 1950 је спирална галаксија у сазвјежђу Часовник која се налази на листи објеката дубоког неба у Индекс каталогу.
Деклинација објекта је - 50° 25' 58" а ректасцензија 3h 31m 4,3s. Привидна величина (магнитуда) објекта IC 1950 износи 14,3 а фотографска магнитуда 15,0. IC 1950 је још познат и под ознакама ESO 200-35, IRAS 03295-5036, PGC 13053.